# Château de Locoyarn
Le château de Locoyarn est un édifice situé à Hennebont, en France.

## Situation
Le château est situé sur le territoire de la commune de Hennebont, au lieu-dit Locoyarn, dans le département du Morbihan, en région Bretagne.

## Description
Le château date des XVIe et XVIIe siècles, il est construit en moellons de granite, édifice à un étage carré, élévation à travées. Toiture à longs pans recouverte d'ardoises, pignon découvert, toit conique. Escalier dans-œuvre : escalier à vis sans jour.

## Histoire
Le logis du château date du XVIe siècle, remanié au XVIIe siècle, élévation antérieure, plan double en profondeur ; les parties agricoles sont du XVIIe siècle.
Le château et les terres agricoles sont la propriété de la famille Chefdubois pendant plusieurs générations à partir des XIVe et XVe siècles. Cette famille eu d'importantes responsabilités dans la ville d'Hennebont.
Avant la Révolution française la propriété appartient à la famille Le Gouvello. Les terres ainsi que les fermes, les bois et le manoir deviennent biens de l'État et sont rapidement mis en vente à la fin du XVIII. Période qui coïncide à l'acquisition de l'ensemble de la propriété par un riche négociant lorientais originaire du hameau de Saint Gilles en Hennebont du nom de Jean-François Roger (député et secrétaire général de l'assemblée générale de la Colonie) revenu de l'île Maurice avec son épouse Marie-Suzanne Gauthier. La propriété est depuis lors toujours dans la même famille. 
Le Lieutenant-Colonel Georges Hillion y est né en 1909. 
Le manoir est inscrit à l'inventaire général du patrimoine culturel en 1986.